# Institut technique de l'agriculture biologique
L'Institut technique de l'agriculture biologique (ITAB), créé en 1982, est une association d'utilité publique dédiée au développement de l’agriculture biologique, membre de l'Association de coordination technique agricole (ACTA). C'est un organisme national de coordination des travaux de recherche et d’expérimentations en agriculture biologique.

## Missions
Les missions de l'ITAB sont de :
- Identifier les problèmes et les attentes techniques et technico-économiques des producteurs et définir des orientations nationales en matière de recherche et d’expérimentations en agriculture biologique ;
- Recenser les actions de recherche et d’expérimentations en agriculture biologique conduites en France ;
- Apporter un appui technique et réglementaire ;
- Proposer des programmes de recherche, assurer l’appui méthodologique et la concertation ;
- Apporter une expertise technique auprès de la profession et des instances nationales de l’administration pour éclairer les décisions ;
- Transférer et valoriser les résultats de ces recherches ;
- Représenter la profession : instances officielles et partenaires.

## Histoire
L'Institut technique de l'agriculture biologique (ITAB) est créé en 1982 et intègre en 2000 le programme Agriculture biologique, lancé cette année-là par l'INRA.
L'ITAB obtient la qualification officielle en tant qu'institut technique agricole (ITA) en 2012. Cette qualification est renouvelée en 2017 et 2022. En 2018, l'ITAB obtient la qualification d'Institut Technique Agro-industriels (ITAI). Cette qualification est renouvelée en 2022.
En février 2019, l'ITAB devient l’Institut de l’agriculture et de l’alimentation biologiques, en élargissant son domaine d'action aux systèmes alimentaires.
En juin 2019, l'ITAB est placé en redressement judiciaire par le Tribunal de Grande Instance de Paris à la suite d'un déficit important en 2018. Après six mois de procédure, un nouveau modèle économique et organisationnel est validé.

## Organisation
La gouvernance de l'ITAB est organisée autour des acteurs suivants :
- Le conseil d'administration, qui rassemble les structures professionnelles agricoles impliquées dans l'agriculture biologique et les membres ITAB ;
- L'équipe salariée, constituée de 20 personnes réparties sur quatre sites : Paris, Angers, Montpellier et Valence ;
- Les commissions techniques, dont l'objectif principal est d'identifier et de faire remonter les problèmes techniques rencontrés en agriculture biologique[5].

## Direction
En 2018, le président de l'ITAB est Xavier Niaux, ayant succédé à Thierry Mercier.
Une direction de transition est assurée par Camille Suchar en juin 2019, à la suite de Catherine Decaux, directrice depuis fin 2016.

## Financement
L'ITAB est financé à 70 % par le ministère de l'Agriculture français via le CASDAR. Les 30 % restants proviennent des appels à projets, des cotisations versées par les adhérents, des publications ainsi que de l’organisation de colloques scientifiques. 